# Tim Hirsch
Tim Hirsch (* 19. Oktober 1990 in Usingen) ist ein deutscher American-Football-Spieler auf den Positionen der Offensive Line für die Frankfurt Galaxy in der European League of Football (ELF). Weiterhin ist Hirsch ein ehemaliger Inlinehockey-Spieler und Wasserballer.

## Werdegang

### Jugend
Hirsch wuchs in Bad Nauheim bei seinen Eltern auf. Nach einigen sportlichen Ausflügen im Inlinehockey und im Wasserball, welche er mit zwei Titeln in der hessischen Wasserball-Jugendmeisterschaft krönte, wechselte er mit 18 Jahren in den American Football. Sein erster Verein, bei denen er die Grundzüge des American Football lernte, waren die Gießen Golden Dragons. Dort nahm er auch schon die Position des Offensive Lineman ein. Zudem schaffte er 2009 auch direkt den Sprung in die Hessenauswahl.

### Herren
Zur Saison 2010 wurde Hirsch in das Herrenteam der Gießen Golden Dragons in der Oberliga Mitte aufgenommen. Wie in der Jugend spielte er dort in der O-Line und beschützte den Quarterback. Die darauffolgende Saison 2011 wurde mit dem Aufstieg in die Regionalliga Mitte gekrönt. Hirsch spielte auch die Saisons 2012 und 2013 für die Gießener in der Regionalliga.
Zur Saison 2014 wechselte Tim Hirsch zu den Marburg Mercenaries in die German Football Liga.
Nach einer Saison verließ er die Marburg Mercenaries wieder und ging zurück zu seinem Ursprungsverein, den Gießen Golden Dragons. Dort spielte er für die Spielzeiten der Saisons 2015 bis 2017 in der Regionalliga Mitte sowie der German Football League 2 und sammelte weitere Spielerfahrung.
Hirsch, der schon 2014 Kontakt zu den Frankfurt Universe hatte, entschied sich, zur Saison 2018 nach Frankfurt zu wechseln. Er begründete diesen Schritt, „da in Frankfurt die optimalen Bedingungen herrschen, um sich selbst zu verbessern und ganz oben mitzuspielen“.
Nach zwei erfolgreichen Jahren folgte der nächste Karriereschritt nach Bad Homburg zu den Bad Homburg Sentinels im Jahr 2020. Coronabedingt musste Hirsch den Kupio Steelers aus Finnland eine Absage erteilen und konnte zur Saison 2020 noch nicht in die Maple League wechseln. 
Im Jahr 2021 kam dann ein weiterer große Karriereschritt dazu mit dem Wechsel in die Maple League nach Finnland. Dort schloss sich Hirsch den Kuopio Steelers als Importspieler an. Diese Entscheidung wurde mit dem Gewinn der finnischen Meisterschaft im Maple Bowl XLII belohnt, indem man die Helsinki Roosters 14 - 0 deklassierte. Aufgrund seiner Leistungen auf seiner Position wurde er zudem in das Maple-League-All-Star-Team gewählt.
Nach seiner Rückkehr aus Finnland schloss sich Hirsch zur Saison 2022 dem Team der Frankfurt Galaxy an und begründete diesen Schritt, dass er dabei helfen wolle, dass Frankfurt Galaxy das Maß aller Dinge im europäischen Football bleibe.